# Patrick Streiff
Patrick Philip Streiff (Birsfelden, Svájc, 1955. július 8. –) az Egyesült Metodista Egyház (United Methodist Church) Közép- és Dél-európai Centrálkonferenciájának püspöke.

## Egyházi szolgálata
1984-ben szentelték fel lelkésznek Svájcban, szolgálati helyei voltak: Lausanne-Vevey, Neuchâtel és Biel. 1988-ban a Lausanne-i Metodista Teológiai Központ (Centre Méthodiste de Formation Théologique) igazgatója lett, 1992-től az egyháztörténet professzora. 2005-ben választották meg püspöknek, püspöki szolgálatát Heinrich Bolleter utódjaként 2006. május 1-én kezdte meg. Püspöki kerületéhez 16 európai és afrikai ország tartozik (többek között Franciaország, Svájc, Ausztria, Magyarország, Románia, Bulgária, Csehország, Szlovákia, Lengyelország, Algéria, Tunézia), amelyekben 20 nyelven beszélnek. 2013-ban a Martin Methodist College (Pulaski, Tennessee) Elnöki Medállal (President's Medaillon) tüntette ki püspöki és teológus-képzési tevékenységeiért.

## Kitüntetése
- A Magyar Érdemrend lovagkeresztje (2020)

## Család
Nős, négy gyermek apja. Felesége Heidi Albrecht.